# Leliceni
Leliceni (in ungherese Csíkszentlélek) è un comune della Romania di 1 814 abitanti, ubicato nel distretto di Harghita, nella regione storica della Transilvania.
Il comune è formato dall'unione di quattro villaggi: Fitod, Hosasău, Leliceni, Misentea.
Leliceni è divenuto comune autonomo nel 2004, staccandosi dal comune di Sâncrăieni.
La maggioranza della popolazione è di etnia Székely.